# Saint-Nicolas (Liège)
Pour les articles homonymes, voir Saint-Nicolas.
Saint-Nicolas (en wallon Sint-Nicolêye) est une commune francophone de Belgique située en Région wallonne dans la province de Liège, ainsi qu'une localité où siège son administration. Saint-Nicolas forme avec Liège, Seraing, Herstal, Ans et Flémalle l'agglomération de Liège (600 000 habitants).
Parmi les 262 communes wallonnes, Saint-Nicolas se situe à la 262e place par rapport à sa superficie, à la 114e place par rapport à son nombre d'habitants et à la 1re place par rapport à sa densité.
Elle fait partie de l'arrondissement administratif de Liège, de l'arrondissement judiciaire de Liège, du canton électoral de Saint-Nicolas et du canton judiciaire de Saint-Nicolas.
La commune dépend de l'évêché de Liège et comprend six paroisses : Sainte-Famille, Saint-Hubert, Saint-Joseph, Saint-Lambert, Saint-Nicolas et Notre-Dame des Pauvres.

## Toponymie
Elle doit son nom à l'érection, vers 1147, d'un sanctuaire, consacré par l'évêque de Liège Henri II de Leez, le 22 juillet 1151, dédié à saint Nicolas. Ce sanctuaire devient rapidement un prieuré, dépendant de l'abbaye Saint-Laurent, sous le vocable de la chapelle de Saint-Nicolas-en-Glain. Les offices religieux y sont célébrés jusqu'à l'annexion de la Principauté de Liège à la France. À cette date, la chapelle devient une annexe de l'église paroissiale de Saint-Gilles, puis est vendue en 1807. Devenue une grange au cours du XIXe siècle, elle est détruite en 1906.

## Géographie

### Localisation
La commune est encaissée entre l'autoroute A604, les routes européennes 25 (autoroute A602) et 42 (autoroute A15), et la Meuse. Elle se situe dans la partie est de la Belgique, à l'ouest de Liège, dans la vallée de la Meuse. Elle est bien située dans l'agglomération de Liège, entre des autoroutes, des nationales reliant de grandes villes du bassin liégeois et de la vallée ou du Condroz et de la Hesbaye, avec une ligne de chemin de fer passant dans le bas de la commune. Il y a également l'aéroport de Liège qui se situe non loin de la commune.
En distance orthodromique, elle se situe juste à côté de Liège, chef-lieu de l'arrondissement et de la province. Pour donner une distance, on peut prendre l'administration communale de Saint-Nicolas et l'hôtel de ville de Liège, qui sont distants de trois kilomètres. Elle est distante de 51 kilomètres de Namur, capitale de Wallonie, et de 86,2 kilomètres de Bruxelles, capitale de Belgique.
Toujours en distance orthodromique, elle est distante de 17,2 kilomètres des Pays-Bas (Eijsden), de 36,6 kilomètres du tripoint entre l'Allemagne, les Pays-Bas et la Belgique (Vaalserberg), de 59,3 kilomètres du Grand-Duché du Luxembourg (Troisvierges), de 70,9 kilomètres de la France (Givet), et de 172, 7 kilomètres de la mer du Nord (Knocke-Heist).
Avec une superficie de 6,84 km2, la commune est la plus petite de Wallonie. C'est aussi la 29e commune la plus peuplée de Wallonie mais la 1re en densité. Cette densité s'explique par sa localisation dans l'agglomération liégeoise mais aussi par sa petite superficie.

#### Communes limitrophes
|                | Ans           |       |
| Grâce-Hollogne | Saint-Nicolas | Liège |
|                | Seraing       |       |

### Géologie et relief
La géologie de la commune est fortement liée à celle de Liège, Flémalle ou Seraing, de la vallée de la Meuse mais surtout de la faille du Midi.
Le point le plus bas se situe le long de la Meuse et s'élève à une altitude de 66 mètres tandis que le point le plus haut se situe à 195 mètres de haut ; c'est le terril Espérance no 3. Un sommet culminant à 183 mètres se situe non de Grâce-Hollogne, c'est un terril. Le haut de la commune est très élevé en comparaison du bas.

### Hydrographie
Le seul cours d'eau qui traverse la commune est la Meuse. Celui-ci traverse Saint-Nicolas sur 976 mètres et est navigable. Il fait partie du bassin hydrographique de la Meuse et du sous-bassin hydrographique de la Meuse Aval. Le risque d'inondation de la Meuse dans la commune est faible même s'il existe 1 % de la superficie communale dans un risque élevé d'inondation (en 2009). En 2008, il y avait dans la commune deux masses d'eau de surface d'une superficie totale de 687 ha.
En ce qui concerne la distribution de l'eau dans la commune, c'est la CILE qui en est le gestionnaire, tandis que pour l'assainissement, c'est l'AIDE.
La commune, en 2008, est un très mauvais élève en ce qui concerne le traitement des eaux usées domestiques dont 98 % de ces eaux ne sont pas épurées par une station publique. Cependant, son réseau d'égouttage est très important puisqu'il atteint les 99 % de superficie exploitable, soit un réseau de 70,99 km (en 2008).

### Climat
Le climat de Saint-Nicolas est fort semblable à celui de Liège et des communes voisines comme Flémalle ou Seraing. Les mois les plus chauds sont juillet et août avec des températures maximales moyennes de 22 °C et des minima de 13 °C. Au contraire, le mois le plus froid est janvier avec 4 °C en maxima de moyenne et 0° en minima de moyenne. Le mois le plus pluvieux est septembre avec 85,2 mm tandis que le plus sec est avril avec 50,3 mm. Le nombre d'heures d'ensoleillement correspond à celui que subit les communes du sillon Sambre-et-Meuse, avec 16,5 heures en juin pour le mois le plus ensoleillé et 8 heures pour le moins ensoleillé, décembre.

### Voies de communication et transports

#### Réseau routier
Le réseau routier de la commune est très dense ; la commune se situe en agglomération proche de Liège et est une commune carrefour entre différentes communes. Elle n'est traversée par aucune autoroute mais est encaissée dans un réseau autoroutier dense de l'agglomération liégeoise avec trois autoroutes se trouvant à moins d'un kilomètre de distance de la commune.
| Catégorie         | Territoire communal | Territoire communal | Wallonie         |
| ----------------- | ------------------- | ------------------- | ---------------- |
| Catégorie         | Longueur (km)       | Densité (km/km2)    | Densité (km/km2) |
| Autoroutes        | 0                   | 0                   | 0,05             |
| Routes régionales | 2,8                 | 0,41                | 0,45             |
| Routes communales | 78,4                | 11,46               | 2,86             |
| Total             | 81,2                | 11,87               | 3,36             |

D'après le tableau ci-dessus, on constate que la commune ne possède aucune portion d'autoroute sur son territoire. Elle possède un réseau de routes régionales, dites nationales, qui est un peu moins dense que la moyenne régionale. La densité la plus frappante est celle des routes communales qui est 3,5 fois plus élevée que la densité régionale.
- Autoroutes

Pour l'autoroute A604, il est possible d'accéder à la commune par toutes les sorties de l'autoroute : la première qui est un échangeur avec la route européenne 42 et l'aéroport, en rejoignant la commune par la route nationale 637 ; la sortie 2 (Grâce-Hollogne) par la rue Sainte-Anne puis la route nationale 637 ; la sortie 3 (Jemeppe - Montegnée) par la rue des Meuniers ; et la sortie 4 (fin de l'autoroute qui est un échangeur avec la route nationale 617 et le pont de Seraing) par la route nationale 617.
Pour l'autoroute A16 (route européenne 42) : via l'échangeur avec l'autoroute A604 et l'aéroport, en prenant la route nationale 637.
Pour l'autoroute A602 (route européenne 25) : via la sortie 31a pour rejoindre le nord-ouest de la commune ; via la sortie 32 (Ans) pour rejoindre le nord de Saint-Nicolas ; via la sortie 32a pour rejoindre Montegnée par l'hôpital du MontLégia (c'est une nouvelle sortie créée à la suite de la construction du nouvel hôpital) ; via la sortie 33 (Liège) pour rejoindre l'est de la commune en passant par Burenville ; la sortie 33 (en continuité avec la sortie précédente) pour rejoindre le centre de Saint-Nicolas ; via la sortie 35 (Avroy) pour rejoindre le sud-est de la commune en passant par Laveu et Saint-Gilles ; la sortie 36 (Avroy-Laveu) pour rejoindre l'est de la commune en passant par Laveu ou Cointe ; et la sortie 37 pour rejoindre Tilleur, le sud de la commune, le long de la Meuse, en passant par les quais.
- Routes nationales

La commune est traversée par trois routes nationales. La plus importante quant au trafic est sans doute la route nationale 617 qui traverse l'extrême sud de la commune en longeant la Meuse, c'est un quai, d'ouest en est. C'est une route très fréquentée, et pas que par les Saint-Clausiens ; en effet, c'est une route de transit entre les habitants de plusieurs communes en direction et en partance de Liège et de ses alentours comme les habitants de Seraing en direction de Liège, les flémallois en direction de Liège ou les personnes descendants de l'autoroute A604 en direction de la cité ardente ou de la route nationale 63, en provenance du Condroz et du campus du Sart-Tilman de l'Université de Liège en direction de la périphérie ouest liégeoise. La route nationale 617 permet de relier, à l'ouest, Huy en passant par Amay, Engis, Flémalle et Jemeppe-sur-Meuse, et à l'est, Liège en passant par les Guillemins, le Val-Benoît et Sclessin.
La seconde route nationale importante est la route nationale 637 passant au nord de Saint-Nicolas, à Montegnée. Elle permet de relier Hollogne-sur-Geer à Liège en passant par Faimes, l'aéroport de Liège, la route européenne 42, Saint-Nicolas et Glain.
La route nationale 682, elle, ne traverse la commune que sur une centaine de mètres à l'extrême-nord de la commune. Elle débute dans la commune à l'intersection avec la route nationale 637 et permet d'aller jusqu'à Haut Douy, quelques centaines de mètres plus loin. La route P415 est dans son prolongement et permet de relier Haut Douy à Glons en passant par Liers, Rocourt et la route européenne 25.
- Voiries communales

D'autres rues sont très importantes pour le trafic Saint-Clausien. On peut citer la rue des Martyrs en provenance de Liège, qui est parallèle à la route nationale N617. Au niveau du rond-point dans le sud de la commune, on peut nommer la rue de a Station qui permet de relier le sud, et donc la route nationale 617, au reste de la commune en passant au-dessus d'une ligne de chemin de fer. La rue Ferdinand Nicolay est dans le prolongement de la rue de la Station et remonte toute la commune pour arriver entre Burenville et Laveu, à Liège.
La rue P. Wathieu, remontant depuis le haut de Jemeppe-sur-Meuse, permet de remonter jusqu'à la rue Chantraine qui déboule sur une grande place rond-point. De là, il y a la rue François Cloes qui est assez importante et qui remonte jusqu'à la rue Jean Jaurès remontant sur la rue Hector Denis et la rue de l'Espérance.
Sur le haut, on a la rue Tiba qui descend sur la rue Neuvice puis sur la rue Thierbisse, la rue Trixhay, et la rue Félix Bernard. Le reste de la commune est composé de petites voiries pour la plupart en sens unique.

#### Réseau ferroviaire
Le réseau ferré de Saint-Nicolas est exclusivement concentré dans le sud de la commune. On y retrouve une ligne de chemin de fer reliant Namur à Liège mais aucune gare n'est présente sur le territoire. Les gares les plus proches sont celles de Sclessin et du Pont de Seraing. On retrouve un point d'arrêt ferroviaire pour toutes les industries se trouvant le long de la Meuse entre la commune et Sclessin mais n'est pas utilisé à cause de l'absence d'infrastructures comme un quai de chargement. Pour franchir cette ligne, il existe un pont routier (le pont de la rue de la Station) et une passerelle piétonne (reliant une place de la rue de la Passerelle à une place de la rue de la Station). Cette ligne est en deux voies à l'entrée ouest de la commune et en huit voies à la sortie est.
Une autre ligne, industrielle, relie l'aéroport à Liège. Elle passe dans le sud de la commune en passant successivement de ponts en tunnels ou fossés. Elle entre dans la commune à l'ouest sur un petit plateau surplombant la Meuse, passe au-dessus de la rue Ferdinand Nicolay via un viaduc en acier puis passe sous une petite colline (tunnel) puis y sort pour devenir un pont au-dessus de la rue Bordelais avant de passer sous une autre colline. La ligne ressortira du côté liégeois, à Sclessin. Ce changement entre tunnels et ponts accentue le paysage accidenté de la vallée de la Meuse dans la région.
Une ancienne voie ferrée traversait la commune du nord au sud ; c'était un vicinal permettant l'acheminement des différents besoins des mines de la commune.
| Catégorie               | Territoire communal | Territoire communal | Wallonie         |
| ----------------------- | ------------------- | ------------------- | ---------------- |
| Catégorie               | Longueur (km)       | Densité (km/km2)    | Densité (km/km2) |
| Lignes conventionnelles | 1                   | 0,15                | 0,08             |
| Lignes marchandises     | 1,5                 | 0,22                | 0,02             |
| Lignes TGV              | 0                   | 0                   | 0,01             |
| Total                   | 2,5                 | 0,37                | 0,10             |

On constate par ce tableau que la commune est trois fois plus densément ferrée que la région bien que, mise à part le point d'arrêt non utilisable, aucune infrastructures n'est profitable aux citoyens. Cette densité s'explique par la petite taille de la commune.

#### Réseau fluvial
Il n'y a qu'un cours d'eau navigable dans la commune : la Meuse. Ce dernier est classé en gabarit 4 500 t sur le territoire de la commune et la traverse sur 0,8 km.

#### Réseau cyclable
Il y a un réseau cyclable assez présent dans la commune ; le réseau fait entièrement partie du Réseau RAVeL, avec les lignes L212 et RV8b, EV3 et EV19 (ces trois lignes se partagent le même tracé dans la commune).
La ligne L212 suit le tracé de l'ancien vicinal et relie la rue Xhavée aux lignes RV4 et L210, au niveau de la Clinique du MontLégia en direction du centre le Liège et de l'agglomération nord liégeoise.
L'EV3 (EuroVelo 3) est une ligne EuroVelo reliant Trondheim, en Norvège, à Saint-Jacques-de-Compostelle, en Espagne. Surnommée l'EuroVelo des pèlerins, la route passe donc par Saint-Nicolas pour rejoindre Liège, un point fort de la chrétienté.
L'EV19 est elle aussi une ligne EuroVelo parcourant la Meuse, de sa source à son embouchure. Par conséquent, elle passe par Saint-Nicolas, commune mosane. Elle parcourt le même tracé que l'EV3.
La RV8b, également nommée W6, est une route cyclable parcourant la Meuse en Wallonie. Elle passe par conséquent à Saint-Nicolas.

#### Réseau de transports en commun
La commune est très bien desservie en transports en commun. On y trouve les lignes TEC : 2, 3, 22, 53, 56, 61, 81, 82, 83, 85, 88, 111, 580, 680. Ces lignes se répartissent les 67 arrêts situés dans la commune.
La ligne 2 fait la liaison entre la République Française et Seraing ou le CHU du Sart-Tilman. La ligne 3 part, comme la ligne 2, de la République Française, jusqu'à Flémalle. La ligne 22 permet une liaison entre le Pont d'Avroy, à Liège, et la Gare Routière de Jemeppe.
Les lignes 53 et 56 partent toutes les deux de la Gare Routière de Jemeppe en direction, respectivement, de la place Saint-Lambert et de Rocourt.
La ligne 61 part elle aussi de la place Saint-Lambert en direction de la gare de Tilleur, dans le sud de la commune de Saint-Nicolas, qui est donc un terminus.
Concernant les lignes 81 et 82, elles partent toutes les deux de la place Saint-Lambert en direction de Grâce-Hollogne ou de Mons et de la place Vandervelde à Montegnée.
Les lignes présentées ci-dessus sont des lignes normales ; mais il y a aussi des lignes péri-urbaines grandes distances qui desservent la commune :
La ligne 83 dessert la place Saint-Lambert, Bierset et Hannut ; et la ligne 85, Saint-Lambert, Bierset, Stockay, Amay, Huy et l'aéroport de Liège.

#### Ponts et tunnels
Plusieurs ponts, tunnels et passerelles se situent dans la commune. Au-dessus de la Meuse, on peut citer une passerelle industrielle reliant deux sites industriels à Ougrée et Tilleur. Pour ce qui est du routier, il n'y a que deux ponts, un passant au-dessus de la ligne de chemin de fer industrielle, le pont de la rue Malgamy, et l'autre franchissant la ligne de chemin de fer, c'est la rue de la Station. Une centaine de mètres plus loin, on retrouve une passerelle franchissant la même ligne.

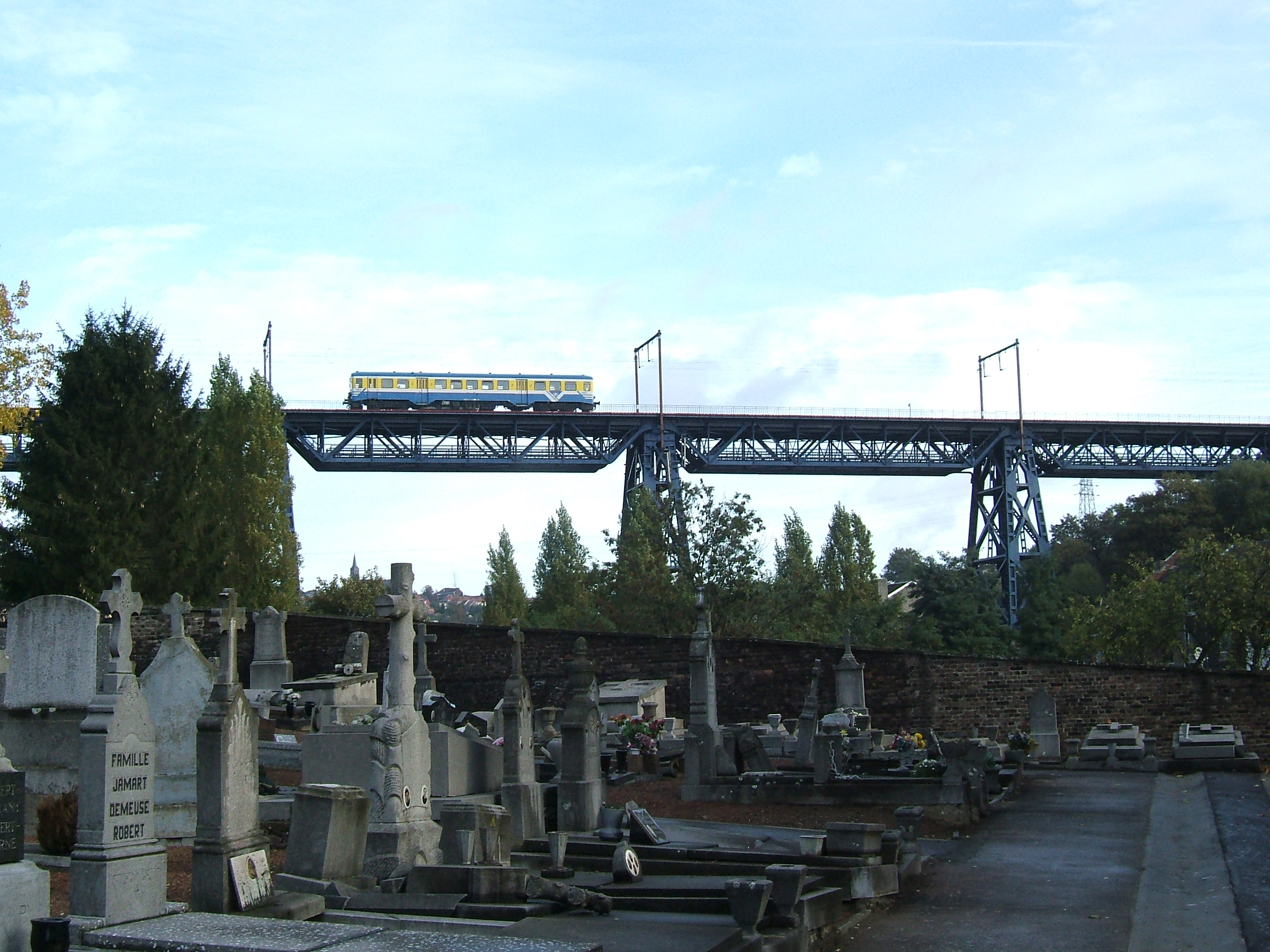
Le viaduc d'Horloz, à Tilleur.

En ce qui concerne la ligne de chemin de fer industrielle, on y trouve un viaduc (le viaduc d'Horloz) franchissant une vallée au-dessus de la rue Ferdinand Nicolay et un second viaduc passant au-dessus de la rue Bordelais. C'est sur cette même ligne que l'on aperçoit deux tunnels ferroviaires, le premier passant sous une crête et sous la rue du Vieux Thier et le second passant de nouveau sous une crête et sous une cité, comprenant les rues du Coq, Avenue des Marronniers, Avenue François van Belle et l'Avenue du Point de Vue.

### Sections de commune
La commune regroupe, depuis le 1er janvier 1977, les anciennes communes suivantes:
| # | Nom           | Superf. (km2) | Habitants (2020) | Habitants par km2 | Code INS |
| - | ------------- | ------------- | ---------------- | ----------------- | -------- |
| 1 | Saint-Nicolas | 2,23          | 8.602            | 3.853             | 62093A   |
| 2 | Tilleur       | 1,43          | 4.160            | 2.915             | 62093B   |
| 3 | Montegnée     | 3,25          | 11.560           | 3.562             | 62093C   |

## Urbanisme

### Occupation des sols
La superficie de la commune est de 691 ha dont 51 % est non bâtie, concernant Liège, qui occupe une superficie de 6 843 ha, 52 % de la ville est non bâtie. Cette comparaison montre que Saint-Nicolas est bel et bien dans la prolongation urbanistique de la ville de Liège. Ce pourcentage bâtie s'explique aussi par les topographies naturelles de la vallée de la Meuse et notamment des terrils.
| Catégories d'occupation du sol                              | Catégories d'occupation du sol                                         | 2001 | 2001 | 2006 | 2006 | Évolution | Évolution |
| ----------------------------------------------------------- | ---------------------------------------------------------------------- | ---- | ---- | ---- | ---- | --------- | --------- |
| Catégories d'occupation du sol                              | Catégories d'occupation du sol                                         | Ha   | %    | Ha   | %    | Ha        | %         |
| Terrains artificialisés                                     | Terrains résidentiels                                                  | 292  | 42,2 | 297  | 43,0 | 5,5       | 1,9       |
| Terrains artificialisés                                     | Terrains occupés par des commerces, bureaux et services                | 12   | 1,7  | 11   | 1,6  | -1,2      | -10,0     |
| Terrains artificialisés                                     | Terrains occupés par des services publics et équipement communautaires | 34   | 4,9  | 39   | 5,7  | 5,6       | 16,6      |
| Terrains artificialisés                                     | Terrains à usage de loisirs et espaces verts urbains                   | 9,0  | 1,3  | 7,3  | 1,1  | -1,7      | -18,8     |
| Terrains artificialisés                                     | Terrains occupés par des bâtiments agricoles                           | 1,1  | 0,2  | 1,1  | 0,2  | -         | -         |
| Terrains artificialisés                                     | Terrains à usage industriel et artisanal                               | 20   | 2,9  | 20   | 2,8  | -0,3      | -1,4      |
| Terrains artificialisés                                     | Carrières, décharges et espaces abandonnés                             | 13   | 1,9  | 13   | 1,9  | -0,2      | -1,6      |
| Terrains artificialisés                                     | Autres espaces artificialisés                                          | -    | -    | -    | -    | -         | -         |
| Terrains artificialisés                                     | Sous-total                                                             | 380  | 55,1 | 388  | 56,2 | 7,7       | 2,0       |
| Terrains non artificialisés                                 | Terres arables et cultures permanentes                                 | 52   | 7,5  | 51   | 7,3  | -1,3      | -2,6      |
| Terrains non artificialisés                                 | Surfaces enherbées et friches agricoles                                | 86   | 12,4 | 79   | 11,4 | -6,6      | -7,7      |
| Terrains non artificialisés                                 | Forêts                                                                 | 1,0  | 0,1  | 1,0  | 0,1  | -         | -         |
| Terrains non artificialisés                                 | Milieux semi-naturels                                                  | 79   | 11,5 | 79   | 11,5 | -         | -         |
| Terrains non artificialisés                                 | Zones humides                                                          | -    | -    | -    | -    | -         | -         |
| Terrains non artificialisés                                 | Surfaces en eau                                                        | -    | -    | -    | -    | -         | -         |
| Terrains non artificialisés                                 | Sous-total                                                             | 218  | 31,6 | 210  | 30,4 | -7,9      | -3,6      |
| Infrastructures de transport et terrains de nature inconnue | Infrastructures de transport et terrains de nature inconnue            | 92   | 13,4 | 93   | 13,4 | 0,2       | 0,2       |
| Total                                                       | Total                                                                  | 691  | 100  | 691  | 100  | -         | -         |

Ce tableau ci-dessus montre à quel point la commune est densément peuplée. Près de la moitié du territoire est occupée par des habitations. Le logement dans l'agglomération de Liège étant de plus en plus sollicité, cela explique ainsi la régression des espaces verts et urbains en vue de construire des projets urbanistiques. Les espaces de loisirs et les espaces verts urbains sont très peu présents dans la commune. En comparaison avec la commune de Liège, 313 liégeois se partagent un espace vert contre 3 106 Saint-Clausiens.
|               | Zones urbanisables au plan de secteur (%) | Zones urbanisables au plan de secteur (%)      | Zones urbanisables au plan de secteur (%) | Zones urbanisables au plan de secteur (%) | Zones urbanisables au plan de secteur (%) | Zones urbanisables au plan de secteur (%) |
| ------------- | ----------------------------------------- | ---------------------------------------------- | ----------------------------------------- | ----------------------------------------- | ----------------------------------------- | ----------------------------------------- |
|               | Habitat                                   | Services publics et équipements communautaires | Zone de loisirs                           | Activités économique                      | Aménagement communal concerté             | Aménagement communal concerté industriel  |
| Saint-Nicolas | 77,7                                      | 5,9                                            | -                                         | 4,1                                       | 6,1                                       | -                                         |
| Liège         | 50,5                                      | 9,8                                            | 0,6                                       | 8,1                                       | 6,1                                       | -                                         |

Ce tableau compare les zones urbanisables au plan de secteur de la ville de Liège et de la commune de Saint-Nicolas. On remarque que l'habitat est beaucoup plus présent sur Saint-Nicolas que la ville. Cette « surcharge » de l'habitat crée ainsi un différend entre les deux communes au niveau des activités économiques.
Les terrils représentent une part importante du territoire communal. On peut nommer le terril du Gosson 1 et le terril du Gosson 2 qui sont assez important. Ils figurent même parmi les plus grands terrils de la région liégeoise (quant au volume en m3). Le premier terril cité occupe 14 ha, le second en occupe 17 et s'étend aussi sur la commune de Seraing. Bien qu'occupant un espace important, ils serviraient comme une sorte de poumon constituant une respiration des quartiers d'habitat et des usines entre les communes de Saint-Nicolas et Seraing. En effet, il y a peu d'espace vert sur Saint-Nicolas et les seuls espaces verts importants de la commune de Seraing se situent plus haut sur la commune, à plus de quatre kilomètres, avec notamment le bois de la Vecquée. On remarque cette différence sur le tableau ci-dessous, Seraing étant plus verte :
| Principales catégories d'occupation du sol                                             | Seraing | Saint-Nicolas |
| -------------------------------------------------------------------------------------- | ------- | ------------- |
| Principales catégories d'occupation du sol                                             | %       | %             |
| Terres arables et cultures permanentes                                                 | 1,9     | 7,4           |
| Surfaces enherbées et friches agricoles                                                | 9,6     | 11,6          |
| Forêts                                                                                 | 28,3    | 0,1           |
| Milieux semi-naturels                                                                  | 3,9     | 11,4          |
| Sous-total (n'est pas compris dans le pourcentage la part des terrains artificialisés) | 43,6    | 30,7          |

Une préservation du site du Gosson a eu lieu entre les deux communes. Par cette entente de préservation, les dernières mares de la commune de Saint-Nicolas ont pu être préservées.

### Morphologie urbaine

#### Tissu urbain
La commune fait partie entièrement du tissu urbain de Liège, qui s'étend du côté de Saint-Nicolas jusqu'à Flémalle. Plus précisément, on peut réduire cette continuité urbaine à plusieurs petits groupes urbains précis :
- L'extrême sud de la commune

Au sud de la ligne de chemin de fer, à l'ouest, on a un quartier densément peuplé et urbanisé qui est dans le prolongement urbanistique de Jemeppe-sur-Meuse. En effet, si on regarde une cartographie, on pourrait confondre ce quartier avec la commune de Seraing. La partie est de cette partie de la commune se confond lui avec le quartier de Sclessin de la ville de Liège.
- Le nord de la ligne de chemin de fer

Ce petit quartier pourrait se confondre avec celui cité précédemment bien que divisé par la ligne de chemin de fer, le rendant donc isolé. C'est un petit centre urbanisé partant vers le nord de la commune par plusieurs rues encaissées dans les différentes vallées de la commune. C'est en empruntant une de ces rues qu'on peut remonter jusqu'à une cité formant un quartier résidentiel à part entière.
Le reste de la commune est une grande urbanisation s'articulant autour du centre Sportif du Bonnet. Une partie ouest de la commune se voit tout de même un peu plus isolé que le reste de la commune par les différents terrils. Le terme « isolé » s'applique ici à l'échelle de la commune car cet isolement ne se remarque que très peu. Sans aucun centre-ville précis et par une place importante de l'habitation dans la commune, on pourrait confondre la commune avec un grand quartier de Liège, sans aucune caractéristique urbanistique propre.

#### Quartiers

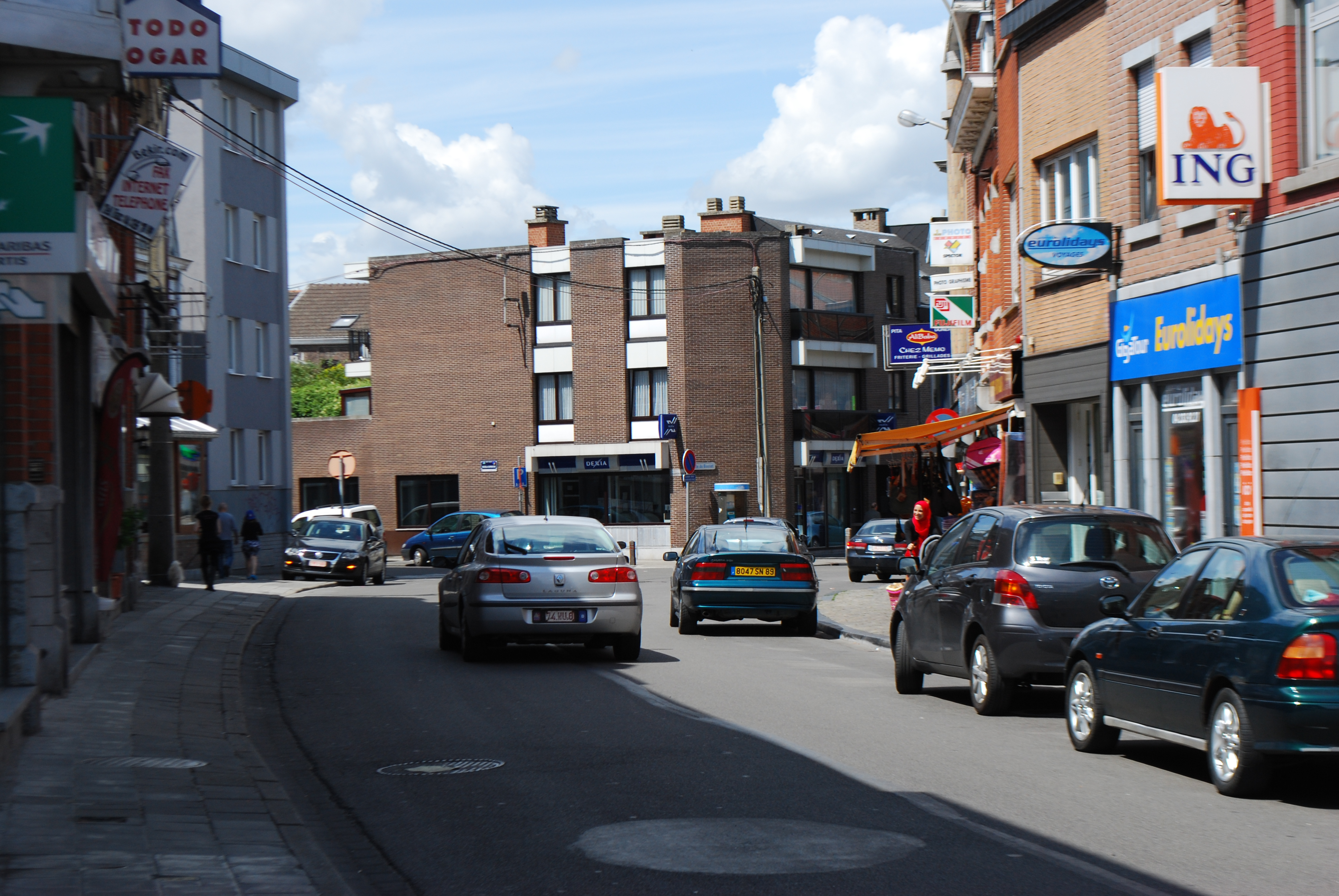
Montegnée.

Saint-Nicolas est composées de trois quartiers. En Belgique, on utilise plutôt le terme de sections communales. Ce sont : Saint-Nicolas, Montegnée et Tilleur. Saint-Nicolas est le nom du quartier ayant donné le nom à la commune. Les quartiers se situent respectivement au centre, au nord et au sud de la commune. Il existe de nombreuses autres localités et lieux-dits.

### Logements
La Société des Habitations Sociales de Saint-Nicolas est une société agréée par la Société Wallonie du Logement. Elle gère près de 1500 logements dans la commune.
Le tableau ci-dessous nous montre l'âge du logement de la commune et de la région, on remarque que les statistiques se rejoignent grossièrement mise à part une plus faible part de logement concernant la tranche 1991-2001.
|             | Saint-Nicolas | Wallonie |
| ----------- | ------------- | -------- |
| Avant 1946  | 28 %          | 33 %     |
| 1946 à 1970 | 22 %          | 17 %     |
| 1971 à 1990 | 13 %          | 15 %     |
| 1991 à 2001 | 3 %           | 7 %      |
| Inconnu     | 34 %          | 28 %     |

## Démographie

### Démographie: Avant la fusion des communes
- Source: DGS recensements population

### Démographie: Commune fusionnée
En tenant compte des anciennes communes entraînées dans la fusion de communes de 1977, on peut dresser l'évolution suivante :
Les chiffres des années 1831 à 1970 tiennent compte des chiffres des anciennes communes fusionnées.
- Source: DGS, de 1831 à 1981=recensements population; à partir de 1990 = nombre d'habitants chaque 1er janvier[14]

## Politique et administration

### Conseil et collège communal 2024-2030
| Collège communal  |                      |    |
| ----------------- | -------------------- | -- |
| Bourgmestre       | Valérie Maes         | PS |
| 1er Échevin       | Patrice Ceccato      | PS |
| 2e Échevin        | Salvatore Gagliardo  | PS |
| 3e Échevin        | Omer Kose            | PS |
| 4e Échevin        | Lahcen Ait Oussakour | PS |
| 5e Échevine       | Audrey Hofman        | PS |
| Président du CPAS | Frédéric Vendrix     | PS |

## Patrimoine et culture

### Patrimoine architectural
- Liste du patrimoine immobilier classé de Saint-Nicolas

## Sports et vie associative

### Sport
Football :
- RFC Tilleur-Saint-Nicolas.

handball :
- HC Renaissance Montegnée ;
- JS Athnée de Montegnée (disparu en 2003).

Futsal :
- Pharos Saint-Nicolas.

Basket :
Royal Renaissance Basket Montegnée.

## Personnalités nées à Saint-Nicolas
- Sandra Kim (1972), chanteuse et gagnante de Concours Eurovision de la chanson en 1986.
- Roberto Bisconti (1973), footballeur.
- Mario Barravecchia (1976), chanteur.
- Georges Theunis (1873-1966), premier ministre belge.